# Pirjo Honkasalo
Pirjo Honkasalo (ur. 22 lutego 1947 w Helsinkach) – fińska reżyserka, scenarzystka i operatorka filmowa. Tworzy filmy fabularne i dokumentalne, pełno- i krótkometrażowe.
Międzynarodowe uznanie zdobył jej film dokumentalny Trzy pokoje melancholii (2004), opowiadający o wojnie w Czeczenii. Obraz zaprezentowany został w sekcji "Horyzonty" na 61. MFF w Wenecji, gdzie zdobył trzy wyróżnienia.
Sukcesem okazała się również fabularna Betonowa noc (2013), nagrodzona sześcioma nagrodami Jussi (w tym za najlepszy film i reżyserię), czyli fińskimi odpowiednikami Oscarów. Film opowiadał o nastolatku żyjącym w przestępczym światku helsińskich slumsów.
Honkasalo jest w długoletnim związku z pisarką Pirkko Saisio. Razem wychowały córkę Saisio, aktorkę Elsę Saisio, i są jedną z najbardziej znanych par lesbijskich w Finlandii.